# Akitsu Maru (tàu sân bay Nhật)
Akitsu Maru (tiếng Nhật: あきつ丸) là một tàu sân bay hộ tống được Lục quân Đế quốc Nhật Bản sử dụng trong Chiến tranh Thế giới thứ hai. Một số nguồn cho là Akitsu Maru và con tàu chị em Nigitsu Maru là những tàu tấn công đổ bộ đầu tiên trên thế giới. Nó bị tàu ngầm Mỹ Queenfish (SS-393) đánh chìm vào ngày 15 tháng 11 năm 1944.

## Thiết kế và chế tạo
Akitsu Maru là một tàu biển chở khách được Lục quân Đế quốc Nhật Bản trưng dụng trước khi hoàn tất. Con tàu được trang bị một sàn cất cánh bên trên thân tàu, nhưng không có hầm chứa, nên máy bay được cất giữ bên dưới trên sàn tàu chính. Máy bay có thể cất cánh từ con tàu nhưng không thể hạ cánh do không có các thiết bị hỗ trợ hạ cánh phù hợp; và đó là tình trạng chung của mọi con tàu sân bay của Lục quân. Trong hoạt động thực tế, nó cùng với tàu chị em Nigitsu Maru là những tàu vận chuyển máy bay. Có nguồn cho rằng con tàu còn hoạt động những chiếc máy bay tự cất cánh autogiro. Vai trò được dự định của Akitsu Maru là hỗ trợ trên không cho các chiến dịch đổ bộ.

## Lịch sử hoạt động
Vào ngày 18 tháng 11 năm 1943, trong khi di chuyển cùng tàu khu trục phóng lôi Tomazuru, Akitsu Maru bị tàu ngầm Mỹ Crevalle (SS-291) phóng ngư lôi tấn công ở lối ra vào vịnh Manila. Crevalle đã báo cáo nhầm là Akitsu Maru đã bị đánh chìm. Thực ra Akitsu Maru chỉ bị tàu ngầm Queenfish (SS-393) đánh chìm vào ngày 15 tháng 11 năm 1944.